# Милвил
Вижте пояснителната страница за други значения на Милвил.
Милвил (на английски: Millville) е град в окръг Къмбърланд, Ню Джърси, Съединени американски щати. Основан е през 1801. Населението му е 27 918 души (по приблизителна оценка от 2017 г.).